# CH Schaerbeek Bruxelles
Il CH Schaerbeek Bruxelles è una squadra di pallamano maschile belga con sede a Bruxelles.

## Palmarès

### Trofei nazionali
- Campionato belga: 1
1965-66.